# Patrick (Carolina del Sud)
Patrick és una població dels Estats Units a l'estat de Carolina del Sud. Segons el cens del 2000 tenia 354 habitants.

## Demografia
Segons el cens del 2000, Patrick tenia 354 habitants, 153 habitatges i 97 famílies. La densitat de població era de 139,5 habitants/km².
Dels 153 habitatges en un 23,5% hi vivien nens de menys de 18 anys, en un 47,1% hi vivien parelles casades, en un 10,5% dones solteres, i en un 36,6% no eren unitats familiars. En el 35,3% dels habitatges hi vivien persones soles el 13,7% de les quals corresponia a persones de 65 anys o més que vivien soles. El nombre mitjà de persones vivint en cada habitatge era de 2,31 i el nombre mitjà de persones que vivien en cada família era de 3,01.
Per edats la població es repartia de la següent manera: un 23,2% tenia menys de 18 anys, un 5,6% entre 18 i 24, un 28% entre 25 i 44, un 29,4% de 45 a 60 i un 13,8% 65 anys o més.
L'edat mediana era de 40 anys. Per cada 100 dones de 18 o més anys hi havia 95,7 homes.
La renda mediana per habitatge era de 26.563 $ i la renda mediana per família de 32.000 $. Els homes tenien una renda mediana de 24.583 $ mentre que les dones 31.429 $. La renda per capita de la població era de 15.487 $. Entorn del 15,7% de les famílies i el 18,5% de la població estaven per davall del llindar de pobresa.

## Poblacions més properes
El següent diagrama mostra les poblacions més properes.